# Мааррат-эн-Нууман

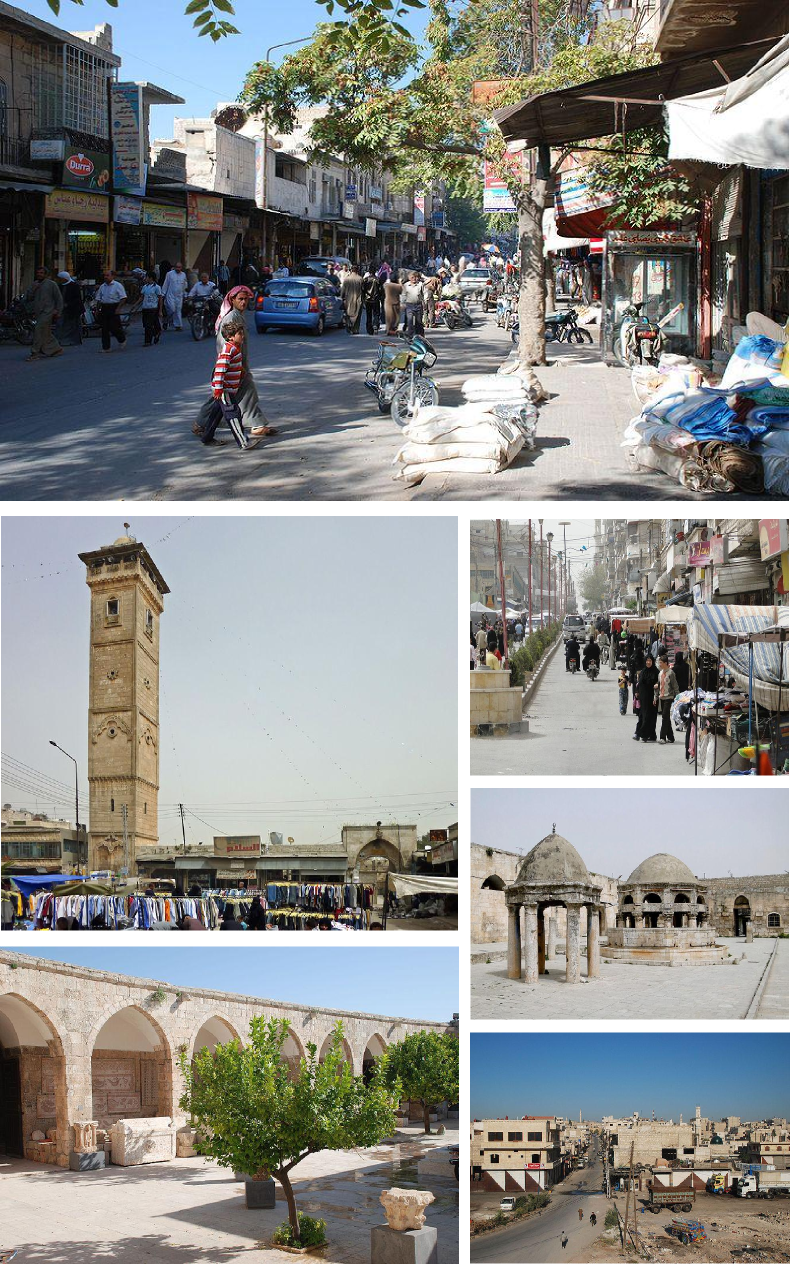

Маа́ррат-эн-Нуума́н (араб. معرة النعمان‎) — город на северо-западе Сирии, на юго-востоке провинции Идлиб.

## Этимология
Греки называли город Арра, а крестоносцы — Марре. Современное название города сочетает традиционное имя и имя его первого мусульманского правителя — Нумана ибн Башира, сподвижника Мухаммеда.

## География
Мааррат-эн-Нууман расположен на автостраде М5 Алеппо—Дамаск, рядом с мёртвыми городами Бара и Серджилла. Находится на высоте 496 м над уровнем моря.

## История

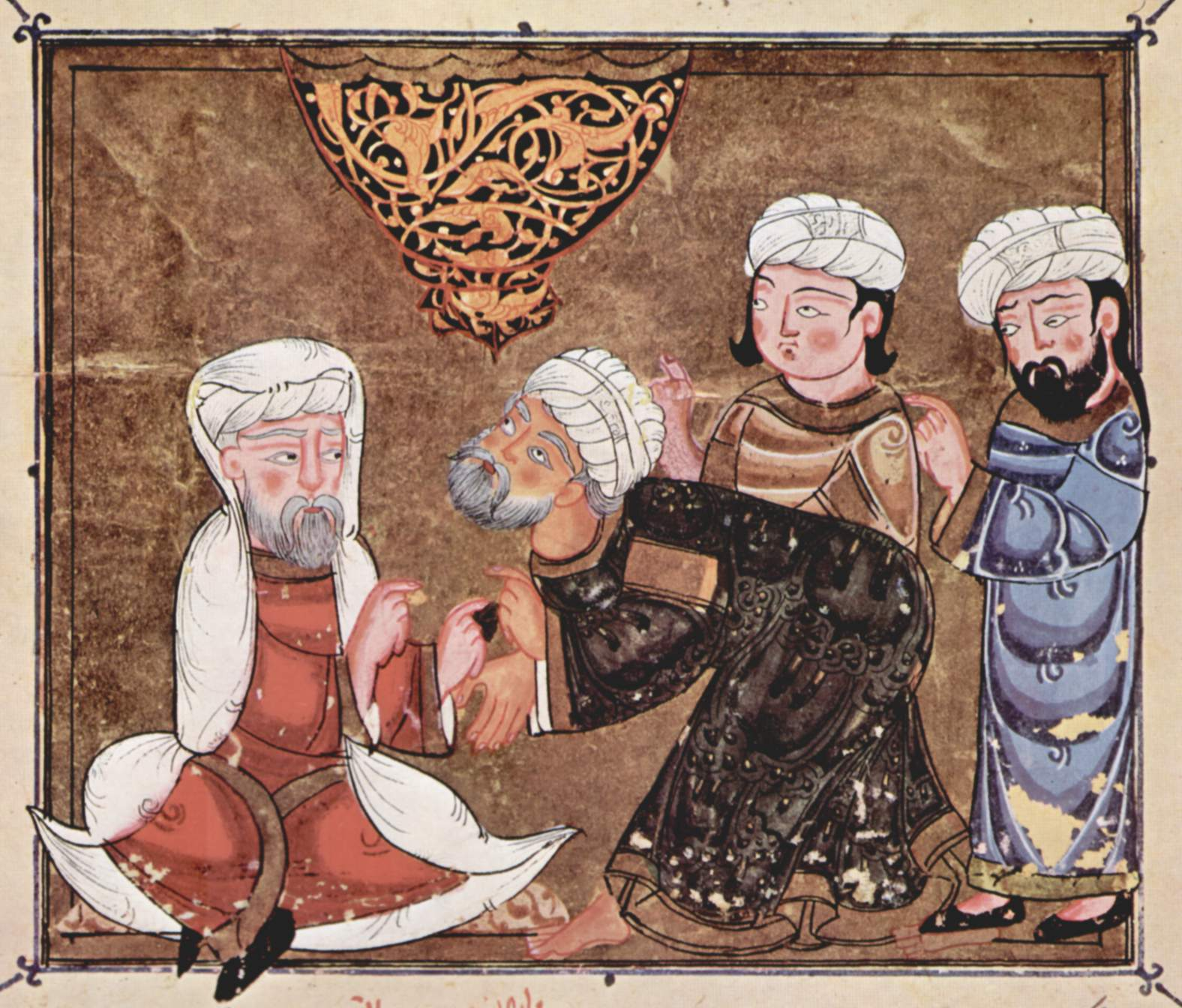
Абу Зейд обращается к Мааррату (1334)

### Осада Маарры
В конце 1098 года, во время Первого крестового похода, после того как крестоносцы под предводительством Раймунда Тулузского и Боэмунда I успешно осадили Антиохию, оказалось, что провизии недостаточно. Набеги на прилегающие территории в зимние месяцы не улучшили ситуацию в корне. К 12 декабря, при подходе к Мааррату, многие крестоносцы страдали от голода и истощения организма. Когда были проломлены стены города, около 20 000 жителей было истреблено. Пищи в городе оказалось недостаточно и были отмечены даже случаи людоедства.

### Гражданская война
В ходе гражданской войны в Сирии 9 октября 2012 года контроль над городом был захвачен оппозиционными группировками.
28 января 2020 года сирийская армия вернула контроль над городом.
2 марта 2020 года Международная независимая следственная комиссия по Сирии, работающая под эгидой ООН, опубликовала доклад, который ещё не был рассмотрен СПЧ ООН, включающий обвинения России в том, что она наносит неизбирательные удары по населённым пунктам в сирийской провинции Идлиб, что является военным преступлением. В качестве примера подобных преступлений в докладе названы два налёта на рынок в городе Мааррат-эн-Нууман, произошедшие один за другим утром 22 июля 2019 года. В результате этих атак погибли как минимум 60 мирных жителей, в том числе несколько детей. Комиссия рекомендовала при проведении операций в Сирии принимать меры предосторожности, чтобы минимизировать ущерб, наносимый гражданскому населению. Предложено провести «независимое, беспристрастное и вызывающее доверие расследование инцидентов», к которым причастны вооружённые силы той или иной страны, и привлечь виновных к ответственности.

## Достопримечательности
В городе имеется музей с мозаикой из мёртвых городов, мечеть с минаретом, перестроенная после землетрясения 1170 года, медресе Абу Аль-Фарауис 1199 года и остатки средневековой крепости.